# WSOF 4
WSOF 4: Spong vs. DeAnda foi um evento de artes marciais mistas promovido pelo World Series of Fighting, ocorrido em 10 de agosto de 2013 no Citizens Business Bank Arena em Ontario, California.

## Background
Em 15 de Maio de 2013, WSOF anunciou um torneio de 4 lutador para coroar o Campeão Peso Médio Inaugural. Uma luta semifinal acontecerá no WSOF 4 e a outra no WSOF 5. Os participantes anunciado foram: Jesse Taylor, Elvis Mutapcic, David Branch e Danillo Villefort.
Tyrone Spong e Angel DeAnda eram esperados para lutar no WSOF 3, porém, em 1 de Maio, foi anunciado que Spong que se retirar do card devido á problemas com o visto. Em 7 de Junho de 2013, foi anunciado que a luta aconteceria nesse evento.
Em 12 de Junho de 2013, o presidente do WSOF Ray Sefo anunciou que ele voltaria à luta nesse evento.

## Card Oficial
^ a: Santiago perdeu um ponto no primeiro round por segurar a grade.

^ b: A luta acabou devido à uma cotovelada ilegal e foi para a decisão.